# Interpretatie van de kwantummechanica
Een interpretatie van de kwantummechanica is een poging om de vraag te beantwoorden Waar heeft de kwantummechanica het precies over? Hoewel de kwantummechanica de meest succesvolle theorie is in de geschiedenis van de wetenschap, begrijpen velen haar niet helemaal. Er zijn een aantal zich staande houdende stromingen die verschillen van mening of de kwantummechanica deterministisch is (zie kwantummechanica en vrije wil), welke elementen van de kwantummechanica als reëel kunnen worden beschouwd en andere vragen.

## Historische achtergrond
De betekenis van de technische termen die gebruikt worden binnen de kwantummechanica (zoals golffuncties en matrixmechanica) heeft zich met een aantal tussenstappen ontwikkeld. Oorspronkelijk zag Schrödinger bijvoorbeeld de golffunctie van het elektron als de ladingsdichtheid van een object die uitgespreid is over een bepaald, mogelijk oneindig, volume in de ruimte. Later stelde Max Born de golffunctie voor als de kansverdeling van de positie van het elektron in de ruimte. Andere belangrijke wetenschappers, zoals Albert Einstein, hadden veel moeite met accepteren van de radicale gevolgen van de theorie, zoals de kwantumonzekerheid.
Er moet echter niet aangenomen worden dat de meeste fysici de kwantummechanica beschouwen als vereiste interpretatie, behalve dan de erg minimale instrumentalistische interpretaties, die hieronder worden beschreven. De Kopenhaagse interpretatie lijkt de populairste te zijn onder wetenschappers, gevolgd door de veel-werelden-interpretatie en de consistente geschiedenissen. Maar het is ook waar dat de meeste natuurkundigen de niet-instrumentele vragen (in het bijzonder de ontologische) als irrelevant voor de fysica beschouwen. Zij vallen terug op de mening van Paul Dirac, die later werd uitgedrukt in de beroemde spreuk "zeur niet en reken uit" die vaak (misschien onterecht) wordt toegeschreven aan Richard Feynman.

## Belemmeringen tot een directe interpretatie
De moeilijkheden in de interpretatie komen tot uiting in een aantal punten over de orthodoxe beschrijving van de kwantummechanica:
1. De abstracte, mathematische aard van de beschrijving van de kwantummechanica
2. Het bestaan van schijnbaar niet-deterministische en irreversibele processen in de kwantummechanica
3. Het verschijnsel van kwantumverstrengeling en in het bijzonder de hogere correlaties tussen ver van elkaar verwijderde gebeurtenissen dan zou worden verwacht in een klassieke theorie
4. De complementariteit van de mogelijke beschrijvingen van de werkelijkheid

Allereerst is de geaccepteerde wiskundige structuur van de kwantummechanica gebaseerd op nogal abstracte wiskunde, zoals Hilbertruimtes en operatoren op die Hilbertruimten. In de klassieke mechanica en het elektromagnetisme worden eigenschappen van een puntmassa of eigenschappen van een veld beschreven door reële getallen of functies gedefinieerd in twee of driedimensionale stelsels. Deze hebben een directe, ruimtelijke betekenis, en bij deze theorieën schijnt een speciale interpretatie van deze getallen of functies minder noodzakelijk te zijn.
Verder speelt het meetproces een schijnbaar essentiële rol in de theorie. Het relateert de abstracte elementen van de theorie, zoals de golffunctie, aan operationele, definieerbare waarden, zoals waarschijnlijkheden. De meting toont interactie met de toestand van het systeem op een nogal merkwaardige manier, zoals blijkt uit het tweespletenexperiment.
Het mathematische formalisme dat gebruikt wordt om de tijdontwikkeling van een niet-relativistisch systeem te beschrijven, stelt twee verschillende soorten transformaties voor:
- Reversibele transformaties die worden beschreven door unitaire operatoren op de toestand van de ruimte. Deze transformaties worden bepaald door oplossingen van de schrödingervergelijking.
- Niet-reversibele en onvoorspelbare transformaties die worden beschreven door wiskundig ingewikkeldere transformaties (zie kwantumoperaties). Voorbeelden hiervan zijn operaties die worden ondergaan door een systeem ten gevolge van een meting.

Naast het onvoorspelbare en irreversibele karakter van het meetproces, zijn er andere elementen binnen de kwantummechanica die haar scherp onderscheiden van de klassieke fysica en die niet kunnen worden weergegeven op een klassieke manier. Eén hiervan is het verschijnsel van kwantumverstrengeling, zoals wordt geïllustreerd in de EPR-paradox, die lijkt in te gaan tegen het principe van causaliteit.
Een minderheid van de (top)fysici blijft vasthouden aan causaliteit. Zo is er een eenvoudig te begrijpen analogie ter verklaring van de causaliteit bij de effecten bij kwantumverstrengeling als volgt: stel de verstrengeling voor als een kaart, de ene helft wit en andere helft zwart. Die kaart zit in een zak samen met twee enveloppen. In die zak kan ik niet waarnemen maar wel met mijn handen manipuleren: ik scheur de kaart doormidden zodat het ene deel zwart is en het andere deel wit. Dan stop ik de beide halve kaarten in de enveloppen. Ik haal de enveloppen uit de zak en stuur de ene naar Japan en de andere naar Brazilië. Dan zal bijvoorbeeld blijken dat als de ene enveloppe opengemaakt wordt in Japan dat die halve kaart wit is. Dit vaststellen is dan niet de reden dat op dat moment de andere halve kaart aan de andere kant van de wereld in Brazilië zwart blijkt/wordt (op basis van een seintje sneller dan het licht): dat was reeds bepaald op het moment van doorscheuren. Het feit dat je niets kan zeggen over de inhoud van de enveloppe wil niet zeggen dat de toestand (wit of zwart- top of down- verticaal of horizontaal gepolariseerd) niet bepaald is. Wiskundig dus ook niet, er zal dan wel een "verborgen variabele" in de formule ontbreken. Deze zeer eenvoudige te begrijpen oorzaak-gevolg analogie is gehoord van Gerard 't Hooft.
Toch lijkt het merendeel van de fysici de causaliteit los te laten. Dan ontstaat een andere belemmering voor een directe interpretatie: het verschijnsel van complementariteit, dat in lijkt te gaan tegen de basisprincipes van de propositielogica. Complementariteit zegt dat er geen logisch beeld is dat tegelijkertijd alle eigenschappen van een kwantumsysteem S kan beschrijven en dat gebruikt kan worden om hierover te beredeneren. Dit wordt vaak geformuleerd door te zeggen dat er complementaire verzamelingen A en B zijn van proposities die S kunnen beschrijven, maar niet tegelijkertijd. Voorbeelden van A en B zijn proposities die te maken hebben met de golfbeschrijving van S en een deeltjesbeschrijving van S.
Complementariteit betekent gewoonlijk niet dat de klassieke logica faalt. In plaats daarvan betekent complementariteit dat de samenstelling van fysische eigenschappen voor S (net zoals positie en impuls beide waarden hebben binnen een bepaald bereik) niet gehoorzaamt aan de regels van de klassieke propositionele logica. Zoals men nu denkt, ligt de oorsprong in de complementariteit in de niet-commutativiteit van operatoren die observabelen beschrijven in de kwantummechanica.

## Instrumentalistische interpretatie
Elke moderne wetenschappelijke theorie vraagt op zijn minst een instrumentalistische beschrijving die het wiskundig formalisme relateert aan de experimentele uitvoering en de voorspelling. In het geval van de kwantummechanica is de meest gangbare instrumentalistische beschrijving een bewering van statistische regulariteit tussen toestandsbereiding processen en meetprocessen. Dat betekent dat als een meting van een grootheid voldoende vaak wordt uitgevoerd terwijl elke keer van dezelfde startcondities wordt uitgegaan, de uitkomst een goed gedefinieerde waarschijnlijkheidsverdeling volgt binnen de reële getallen. Ofwel, de kwantummechanica voorziet in een berekeningswijze om de statistische eigenschappen van deze verdeling te bepalen, zoals haar verwachtingswaarde.
Berekeningen aan metingen die uitgevoerd zijn op een systeem S geven een Hilbertruimte H over de complexe getallen. Wanneer het systeem S in een zuivere toestand wordt geprepareerd, wordt het geassocieerd met een vector in H. Meetbare grootheden worden geassocieerd met Hermitische matrices die op H inwerken en worden observabelen genoemd.
De herhaalde meting van een observabele A voor S geprepareerd in toestand {\displaystyle \Psi } zorgt voor een verdeling van de waardes. De verwachtingswaarde van deze verdeling wordt gegeven middels bra-ketnotaties door de uitdrukking:
{\displaystyle \langle \Psi |{\hat {A}}|\Psi \rangle }     waarin {\displaystyle {\hat {A}}} de operator voorstelt die verbonden is met de observabele A
Deze mathematische methode geeft een eenvoudige, directe wijze om een statische eigenschap van de uitkomst van een experiment te berekenen als eenmaal begrepen wordt hoe de begintoestand met een vector geassocieerd moet worden en de gemeten grootheid aan een observabele gerelateerd moet worden (dat betekent, een specifieke Hermitische matrix).
Als voorbeeld van zo'n berekening: de waarschijnlijkheid om het systeem in een gegeven toestand {\displaystyle |\phi \rangle } aan te treffen wordt gegeven door het berekenen van de verwachtingswaarde van een projectieoperator op deze toestand:
{\displaystyle \Pi =|\phi \rangle \langle \phi |}
De waarschijnlijkheid {\displaystyle P} is het niet-negatieve reële getal dat gegeven wordt door:
{\displaystyle P=\langle \Psi |\Pi |\Psi \rangle =|\langle \Psi |\phi \rangle |^{2}}
De kale instrumentalistische beschrijving kan gezien worden als een interpretatie, alhoewel haar gebruik ietwat misleidend is, omdat instrumentalisme expliciet elke verklarende rol vermijdt. Het probeert geen antwoord te vinden op de vraag waar de kwantummechanica over gaat.

## Samenvatting van de gebruikelijke interpretaties van de kwantummechanica
Een interpretatie kan gekarakteriseerd worden door te kijken of het voldoet aan bepaalde eigenschappen, zoals:
- Realisme
- Compleetheid
- Lokaal realisme
- Determinisme

Om deze eigenschappen uit te leggen, moeten we explicieter zijn over het soort beeld waarin een interpretatie voorziet. We zullen een interpretatie zien als een correspondentie tussen de elementen van het wiskundig formalisme W en de elementen van de interpreterende structuur I, waarbij:
- Het wiskundig formalisme bestaat uit de Hilberruimte, een systeem van bra-ket, zelftoegevoegde operatoren die werken op de ruimte van ket-vectoren, unitaire tijdafhankelijkheid van ket-vectoren en meetoperaties. In deze context kan een meetoperatie gezien worden als een transformaties die een ket-vector in een waarschijnlijkheidsverdeling van ket-vectoren brengt.
- De interpreterende structuur, die toestanden, overgangen tussen toestanden, meetoperaties en mogelijke informatie over ruimtelijke uitbreiding van deze elementen behelst. Een meetoperatie refereert hier aan een operatie die terugkeert naar een waarde en resulteert in een mogelijke verandering van de toestand van een systeem. Ruimtelijke informatie bijvoorbeeld zou vertoond zijn door toestanden die gerepresenteerd worden als functies op een configuratieruimte. De overgangen kunnen niet-deterministisch of probalistisch zijn of er kunnen oneindig veel toestanden zijn. Maar de kritische aanname van een interpretatie is dat de elementen van I als fysisch reëel worden gezien.

In dit opzicht kan een interpretatie gezien worden als een semantiek voor het wiskundig formalisme.
In het bijzonder, de kale instrumentalistische visie van de kwantummechanica die in de vorige paragraaf werd onderstreept, is helemaal geen interpretatie omdat ze niets zegt over elementen van fysische realiteit.
De oorsprong van het huidige gebruik in de natuurkunde van compleetheid en realisme wordt vaak gezien in een document van Einstein et al. uit 1935 waarin de EPR-paradox naar voren werd gebracht. In dit document kwamen de auteurs met de begrippen element van realiteit en compleetheid van een fysische theorie. Alhoewel ze element van realiteit niet definieerden, voorzagen zij in een voldoende karakterisering ervoor, namelijk een grootheid wier waarde met zekerheid voor de meting voorspeld kan worden zonder het systeem op een of andere manier te verstoren. De EPR definieerde een complete fysische theorie als een waarin ieder element van de interpreterende structuur wordt verklaard door het wiskundige formalisme. Realisme is een eigenschap van elk  van de elementen van het wiskundige formalisme. Elk element is reëel als het correspondeert met iets in de interpreterende structuur. In sommige interpretaties van de kwantummechanica (zoals de veel-werelden-interpretatie) bijvoorbeeld wordt de ket-vector die geassocieerd wordt met de toestand van het systeem, beschouwd als te corresponderen met een element van fysische realiteit, terwijl het in andere niet zo is.
Determinisme is een eigenschap die toestandsveranderingen karakteriseert die het gevolg zijn van het verloop van de tijd, namelijk dat de toestand op een moment in de toekomst een functie is van de toestand in het heden. Het hoeft niet altijd duidelijk te zijn of een bepaalde interpreterende structuur deterministisch is of niet, omdat er geen duidelijke keuze hoeft te zijn van een tijdparameter. Daarom kan een theorie twee interpretaties hebben, waarvan er een deterministisch is en de andere niet.
Lokaal realisme bestaat uit twee delen:
- De waarde die uit de meting komt correspondeert met de waarden van een of andere functie van de toestandsruimte. Op een andere manier gezegd is deze waarden een element binnen de realiteit.
- Het effect van een meting heeft een snelheid die niet beperkt is door universele grenzen (zoals de snelheid van het licht). Om dit zinvol te maken, moeten meetoperaties ruimtelijk gelokaliseerd zijn in de interpreterende structuur.

Een exacte formulering van lokaal realisme in termen van een lokale verborgen variabele theorie werd gegeven door John Bell. De stelling van Bell en haar experimentele bewijs beperkt het soort eigenschappen die een kwantumtheorie kan hebben. Het theorema van Bell zegt namelijk dat de kwantummechanica niet voldoet aan lokaal realisme.

## Statistische interpretatie
De statistische interpretatie is een interpretatie die gezien kan worden als een minimalistische interpretatie. Dat wil zeggen dat het een kwantummechanische interpretatie is waarbij zo weinig mogelijk aannames worden gemaakt en gebruik wordt gemaakt van de standaard wiskundige formalisering. Het maakt grotendeels gebruik van de statistisch interpretatie van Born. De interpretatie zegt dat de golffunctie niet toepasbaar is op een individueel systeem, of bijvoorbeeld een enkel deeltje, maar dat het een abstracte wiskundige, statistische grootheid is die alleen toepasbaar is op het geheel van gelijk geprepareerde deeltjes. De waarschijnlijk meest opzienbarende aanhanger van zo'n interpretatie was Albert Einstein:
"De poging om te komen tot een kwantum-theoretische beschrijving als de complete beschrijving van de individuele systemen leidt tot onnatuurlijke theoretische interpretaties die onmiddellijk onnodig worden als men de interpretatie accepteert dat de beschrijving refereert aan het geheel van systemen en niet aan individuele systemen."

## Consistente geschiedenissen
De theorie van consistente geschiedenissen generaliseert de conventionele Kopenhaagse interpretatie en probeert een natuurlijke interpretatie te leveren van kwantumkosmologie in een meetvrije context. De theorie is gebaseerd op een consistentiecriterium die toestaat om de geschiedenis van een systeem zodanig te beschrijven dat de waarschijnlijkheden voor alle geschiedenissen gehoorzaamt aan de optelregels voor klassieke waarschijnlijkheid terwijl ze consistent blijven met de schrödingervergelijking. Volgens deze interpretatie is het doel van de kwantummechanica om waarschijnlijkheden te voorspellen van verschillende alternatieve geschiedenissen.

## Veel-werelden-interpretatie
De veel-werelden-interpretatie is een interpretatie van de kwantummechanica die het niet-deterministische en irreversibele ineenstorten van de golffunctie, die met meting wordt geassocieerd bij de Kopenhaagse interpretatie, verwerpt ten faveure van een beschrijving in termen van kwantumverstrengeling en reversibele tijdevolutie van toestanden. Het fenomeen dat met meting wordt geassocieerd wordt uitgelegd met behulp van decoherentie, dat plaatsvindt wanneer toestanden interactie vertonen met de omgeving. Ten gevolge van decoherentie splitsen de wereldlijnen van macroscopische objecten zich herhaaldelijk in wederzijds niet-observeerbare, vertakkende geschiedenissen: verschillende universa binnen een groter multiversum.

## De Kopenhaagse interpretatie
De Kopenhaagse interpretatie is een interpretatie van de kwantummechanica die geformuleerd is door Niels Bohr en Werner Heisenberg terwijl zij rond 1927 samenwerkten. Bohr en Heisenberg breidden de waarschijnlijkheidsinterpretatie van de golffunctie, zoals geformuleerd door Max Born, uit. De Kopenhaagse interpretatie ziet vragen als "Waar was het deeltje voordat ik zijn positie mat" als betekenisloos. De meting zelf veroorzaakt het instantaan ineenstorten van de golffunctie. Dit betekent dat het meetproces ordeloos een van de vele toegestane mogelijkheden van de golffunctie van die toestand uitkiest en de golffunctie instantaan verandert om die positie te reflecteren.

## De interpretatie van Bohm
De interpretatie van Bohm van de kwantummechanica is een interpretatie die gepostuleerd is door David Bohm waarin het bestaan van een niet-lokale universele golffunctie toestaat dat ver van elkaar verwijderde deeltjes instantaan met elkaar interactie vertonen. De interpretatie generaliseert de golftheorie van Louis de Broglie uit 1927, waarin gesteld wordt dat zowel materiegolf als deeltje reëel zijn. De materiegolf geleidt de beweging van het deeltje en evolueert volgens de schrödingervergelijking. De interpretatie gaat uit van een enkel, niet-opsplitsbaar universum (anders dan de veel-werelden-interpretatie) en is deterministisch (anders dan de Kopenhaagse interpretatie). Het zegt dat de toestand van het universum rimpelloos door de tijd evolueert zonder het ineenstorten van de golffunctie als er een meting plaatsvindt, zoals in de Kopenhaagse interpretatie. Maar het zegt dit door het bestaan aan te nemen van een aantal verborgen variabelen, namelijk de posities van alle deeltjes in het heelal, welke, net zoals de waarschijnlijkheidsamplitudes in andere interpretaties, nooit direct gemeten kunnen worden.

## Transactionele interpretatie
De transactionele interpretatie van de kwantummechanica van John Cramer is een ongebruikelijke interpretatie die kwantuminteracties beschrijft in termen van staande golven die gevormd worden door geretardeerde (terug in de tijd) en geavanceerde (vooruit in de tijd) golven. Cramer beweert dat het de filosofische problemen van de Kopenhaagse interpretatie en de rol van de waarnemer vermijdt en verschillende kwantumparadoxen oplost.

## Bewustzijn veroorzaakt de ineenstorting
De theorie waarbij beweerd wordt dat het bewustzijn de ineenstorting veroorzaakt is een speculatieve theorie waarbij waarnemen door een waarnemer met bewustzijn verantwoordelijk is voor de ineenstorting van de golffunctie. Het is een poging om de Vriend van Wigner paradox op te lossen door eenvoudigweg te zeggen dat de ineenstorting veroorzaakt wordt door de eerste waarnemer met bewustzijn. Aanhangers beweren dat dit geen herleving is van stofdualisme, omdat het bewustzijn en objecten verstrengeld zijn en niet als afzonderlijk beschouwd kunnen worden. De theorie kan beschouwd worden als een speculatief aanhangsel van bijna elke kwantumfysische theorie en de meeste fysici verwerpen het omdat deze theorie niet-toetsbaar is (zie falsificatie) en omdat het veel onnodige zaken in de fysica introduceert (zie Ockhams scheermes).

## Relationele kwantummechanica
Het essentiële idee, zoals ontwikkeld door Rovelli (1996), achter relationele kwantummechanica(RKM) is dat, net zoals bij de speciale relativiteitstheorie, verschillende waarnemers een andere verklaring kunnen geven voor dezelfde serie van gebeurtenissen. Bijvoorbeeld: voor een waarnemer kan een systeem zich op een bepaald tijdstip in een enkele (gemeten) eigentoestand bevinden, terwijl voor een andere waarnemer op hetzelfde tijdstip alleen maar een kans is op het aantreffen van een bepaalde toestand als gevolg van een superpositie kan zijn van twee of meer toestandsfuncties. Als gevolg hiervan beargumenteert de relationele kwantummechanica dat, als de kwantummechanica een complete theorie is, het begrip toestand niet het systeem zelf beschrijft, maar de relatie, of een correlatie, tussen het systeem en de waarnemer. De toestandsvector van de conventionele kwantummechanica wordt een beschrijving van de correlatie van enkele vrijheidsgraden van de waarnemer, aangaande het geobserveerde systeem. Maar volgens de relationele kwantummechanica is dit toepasbaar op alle fysische objecten, of ze nu een bewustzijn hebben of macroscopisch zijn of niet. Elke meting wordt gezien als een gewone fysische interactie, een vestiging van een soort correlatie zoals hierboven besproken. Dus de fysische inhoud van de theorie heeft niet alleen van doen met objecten zelf, maar ook met de relaties ertussen.
In de interpretatie van RKM is de golffunctie slechts een mathematisch hulpmiddel om de kans op een bepaalde toestand te kunnen berekenen en heeft verder geen fysische betekenis. Evenmin is er sprake van een "ineenstorten" van de golffunctie bij een meting.

## Modale interpretaties van de kwantummechanica
De modale interpretatie van de kwantummechanica kent haar oorsprong in de jaren '70 van de vorige eeuw. In deze periode ontwikkelde de natuurkundige en filosoof Bas van Fraassen een deterministische interpretatie van de kwantummechanica. In algemene zin kent de interpretatie geen ineenstorting van de golffunctie. Zoals de naam doet vermoeden is de modale interpretatie gebaseerd op modale logica. Om deze interpretatie te bewerkstelligen is het projectiepostulaat verworpen, evenals het eigenschapspostulaat een metamorfose (minder strikt) heeft ondergaan (beide postulaten zijn afkomstig uit de orthodoxe interpretatie van John Von Neumann uit 1932 en 1955). Dit betekent dus dat binnen de modale interpretatie een kwantummechanische toestand zich altijd volgens de schrödingervergelijking ontwikkelt, zelfs indien er een meting op het (fysische) systeem wordt verricht (het projectiepostulaat is immers verworpen). Een kernidee binnen de modale interpretatie is (net zoals binnen de modale logica) het onderscheid tussen "noodzakelijk" en "mogelijk". Grofweg kent de modale interpretatie van de kwantummechanica in de superpositie van kwantumtoestanden een onderscheid tussen een noodzakelijke toestand ("value state") en mogelijk toestand ("dynamical state") van het fysische systeem. De eigenschappen die het fysische systeem bezit in de "value state" wordt beschouwd als de actuele stand van zaken van het fysische systeem. De "dynamical state", daarentegen, kent slechts de mogelijke eigenschappen van het fysische systeem.
Er zijn verschillende versies van de modale interpretatie. Enkele voorbeelden:
- Van-Fraassen-variant (1972, 1974)
- Bub-variant (1992)
- Kochen-Dieks-Healey-variant (1985, 1988, 1989)
- Bacciagaluppi-Dickson-variant (1997)

In de loop der jaren is de discussie ontstaan of de modale interpretatie van de kwantummechanica een adequate interpretatie is. In het algemeen zijn modale interpretaties empirisch adequaat. Niettemin is op het ontologische vlak de adequaatheid volgens sommige betwistbaar. Doordat de modale interpretatie, in het algemeen, als fundament de orthodoxe interpretatie van de kwantummechanica gebruikt, maar tegelijkertijd een minder strikte houding aanneemt betreffende het eigenschapspostulaat, wordt door verschillende auteurs gesuggereerd dat niet alle versies binnen de modale interpretatie een metafysisch verdedigbaar beeld kunnen afleveren. Het probleem heeft in brede zin van doen met het toeschrijven van eigenschappen aan samengestelde (fysische) systemen. In essentie is dit een taalfilosofische probleem waarbij wordt bevraagd of twee predicaten met een verschillende syntaxis, maar met een identieke semantische waarde (hier uitsluitend in empirische gedaante), als unieke predicaten moeten worden beschouwd. De zin "de linkerkant van de tafel is groen" en de "de tafel is groen aan de linkerkant" kunnen vanuit een syntactisch perspectief worden beschouwd als verschillend. Het is triviaal dat achter beide predicaten dezelfde empirische bewijslast schuilgaat. In die zin demonstreert dit de empirische adequaatheid van de modale interpretatie en laat het zien dat het "slechts" een ontologisch probleem betreft. Ondanks we hier een metafysisch probleem beschouwen, is het bedenkelijk of een modale interpretatie, die semantisch identieke beweringen als unieke beweringen verstaat, als metafysisch toereikende interpretatie kan worden opgevat. Het feit dat een dergelijke interpretatie empirische adequaatheid vertoont neemt niet weg dat een interpretatie van de kwantummechanica juist gaat over meer dan enkel de meetresultaten: deze data zijn immers al verschaft door de orthodoxe interpretatie van de kwantummechanica. In hoeverre een metafysische incoherentie afdoet aan de aanvaardbaarheid van een modale interpretatie van de kwantummechanica, dat komt met name voort uit het geloof van de onderzoeker in noodzaak van de ontologie. Indien de onderzoeker, in de geest van Immanuel Kant, de ontologie gelijkstelt aan "ding an sich", dan geeft de onderzoeker bloot dat de epistemologie als relevanter wordt geacht, in dat geval zal er minder strikt naar het metafysische defect worden gekeken. Gelooft de onderzoeker, in tegenstelling tot het voorgaande, dat het mogelijk is de ware ontologie van een entiteit te achterhalen, dan zal de metafysische incoherentie strenger worden veroordeeld en zullen dergelijke versies van de modale interpretatie eventueel worden verworpen.

## Vergelijking
Op dit moment is er geen experimenteel bewijs dat ons helpt een keuze te maken tussen de verschillende interpretaties, de interpretaties zijn immers empirisch equivalent. In die zin houdt de fysische theorie stand en is het consistent met zichzelf en met de realiteit en komen problemen alleen wanneer men probeert deze te interpreteren. Desalniettemin wordt er actief onderzoek gedaan in een poging om te komen tot experimentele tests waarmee de verschillen tussen de interpretaties experimenteel nagegaan kunnen worden.
Enkele van de meest gebruikelijke interpretaties zijn hier samengevat, maar de toekenning van de waarden is niet zonder controverse, omdat de exacte betekenis van enkele begrippen onduidelijk is en in feite een onderwerp is van de theorie zelf.
| Interpretatie                                      | Deterministisch? | Golffunctie reëel? | Unieke geschiedenis? | Verborgen variabelen? | Ineenstorten van de golffunctie? |
| -------------------------------------------------- | ---------------- | ------------------ | -------------------- | --------------------- | -------------------------------- |
| Kopenhaagse interpretatie (Geen reële golffunctie) | Nee              | Nee                | Ja                   | Nee                   | Ja                               |
| Statistische interpretatie                         | Nee              | Nee                | Ja                   | Agnostisch            | Nee                              |
| Kopenhaagse interpretatie (Reële golffunctie)      | Nee              | Ja                 | Ja                   | Nee                   | Ja                               |
| Consistente geschiedenissen                        | Agnostisch1      | Agnostisch1        | Nee                  | Nee                   | Nee                              |
| Veel-werelden-interpretatie                        | Ja               | Ja                 | Nee                  | Nee                   | Nee                              |
| Interpretatie van Bohm                             | Ja               | Ja2                | Ja3                  | Ja                    | Nee                              |
| Transactionele interpretatie                       | Nee              | Ja                 | Ja                   | Nee                   | Ja                               |
| Bewustzijn veroorzaakt de ineenstorting            | Nee              | Ja                 | Ja                   | Nee                   | Ja                               |
| Relationele kwantummechanica                       | Nee              | Nee                | Agnostisch4          | Nee                   | Nee5                             |

1Als de golffunctie reëel is dan wordt dit de veel-werelden-interpretatie. Als de golffunctie minder dan reëel is, maar meer dan alleen maar informatie, dan wordt het de existentiële interpretatie genoemd.

2Zowel deeltje als geleidende golffunctie zijn reëel.

3Unieke geschiedenis voor een deeltje, maar meerdere geschiedenissen voor golven.

4Geschiedenissen vergelijken tussen systemen heeft in deze interpretatie geen goed gedefinieerde betekenis.

5Iedere fysische interactie wordt behandeld als een ineenstorting in relatie tot het betreffende systeem, niet alleen macroscopisch of waarnemers met een bewustzijn.
Elke interpretatie heeft vele varianten. Het is moeilijk een precieze definitie te geven van de Kopenhaagse interpretatie. In de bovenstaande tabel worden twee varianten getoond. Eén waarbij de golffunctie wordt beschouwd als iets dat alleen wiskundige eigenschappen heeft, en één waarbij de golffunctie gezien wordt als een element van de realiteit.